# Nanai
Nanai (o Nonai) és un riu d'Assam, que neix a Bhutan i corre en direcció sud cap a l'oest del districte de Darrang, fins a arribar al Brahmaputra on desaigua a l'altre costat de Gawhati. Al darrer segle va modificar el seu curs. És navegable en part per bots de fins a 4 tones.
Hi ha a Assam un altre riu anomenat Nonai o Nanai, vegeu Nonai